# عبد القادر بن شقرون
عبد القادر بن العربي المَنَبَّهي المدغري المعروف بــابن شقرون (توفي في 1140 هــــ / 1728 م) هو فقيه، نحوي، أديب، لغوي، طبيب، شاعر، حكيم مغربي. كان معاصرًا لمولاي إسماعيل.

## آثاره
من مؤلفاته: شرح على البسط والتعريف للمكودي. والشقرونية في علم الطب.